# Ordine al merito del principato del Liechtenstein
L'Ordine al merito del principato del Liechtenstein (in tedesco Fürstlich Liechtensteinischer Verdienstorden), è un ordine cavalleresco del Liechtenstein. Il capo dell'ordine è il principe regnante del Liechtenstein.

## Storia
Esso venne creato il 22 luglio 1937 dal principe Francesco I (anniversario di suo matrimonio) come ordine al merito per ricompensare quanti si fossero distinti con le loro azioni a favore del principato.

## Gradi
L'ordine dispone delle seguenti classi di benemerenza:
- Gran placca
- Cavaliere di gran croce con diamanti
- Cavaliere di gran croce
- Commendatore con placca
- Commendatore
- Cavaliere

## Insegne
- La medaglia consiste in una croce maltese senza punte conclusa nella parte finale da una stondatura semicircolare smaltata di blu e contornata di rosso. Al centro, in un disco smaltato di blu e contornato di rosso, si trova la lettera "L" per Liechtenstein in oro. Sul retro, nel disco centrale, si trovano le lettere iniziali del fondatore "F I L" (Franz I von Liechtenstein).
- La placca riprende la decorazione della medaglia ma è montata su una stella raggiante a otto punte in argento.
- Il nastro è bipartito di rosso e blu.

## Insigniti notabili
- Wolfgang Schüssel, Cavaliere di gran croce con diamanti (2001)
- Josef Hoop, Cavaliere di gran croce (1938)
- Gerard Batliner, Cavaliere di gran croce
- Alois Mock, Cavaliere di gran croce
- Herbert Schambeck, Cavaliere di gran croce
- Robert Nünlist, Commendatore (1960)
- Christoph Kühn, Commendatore (2007)